# جایزه بزرگ آفریقای جنوبی ۱۹۷۸
جایزه بزرگ آفریقای جنوبی ۱۹۷۸ (انگلیسی: ‎1978 South African Grand Prix‎) یک مسابقهٔ موتوری در رشتهٔ اتومبیل‌رانی فرمول یک بود که در تاریخ ۴ مارس ۱۹۷۸ در کیالامی واقع در استان ترانسفال، آفریقای جنوبی برگزار شد. این گراند پری در میان ۱۶ گراند پری در فصل ۱۹۷۸، مسابقهٔ شمارهٔ ۳ بود.
در این مسابقه که در ۷۸ دور و به مسافت ۳۲۰٫۱۱۲ کیلومتر (۱۹۸٫۹۰۸ مایل) برگزار شد، پول پوزیشن توسط نیکی لائودا کسب شد و سریع‌ترین زمان برای طی یک دور پیست که برابر با ۱:۱۷٫۰۹ بود نیز توسط ماریو اندرتی به ثبت رسید.
رونی پیترسن از تیم لوتوس-فورد، پاتریک دیپلر از تیم تایرل-فورد و جان واتسون از تیم برابام-آلفا رومئو به‌ترتیب مقام‌های اول تا سوم مسابقه را کسب کردند.

## رده‌بندی قهرمانی پس از مسابقه
| جایگاه | راننده        | امتیاز |
| ------ | ------------- | ------ |
| ۱      | ماریو اندرتی  | ۱۲     |
| ۲      | رونی پیترسن   | ۱۱     |
| ۳      | نیکی لائودا   | ۱۰     |
| ۴      | پاتریک دیپلر  | ۱۰     |
| ۵      | کارلوس روتمان | ۹      |
| منبع:  |               |        |

| جایگاه | سازنده            | امتیاز |
| ------ | ----------------- | ------ |
| ۱      | لوتوس-فورد        | ۲۱     |
| ۲      | برابام-آلفا رومئو | ۱۴     |
| ۳      | تایرل-فورد        | ۱۱     |
| ۴      | فراری             | ۹      |
| ۵      | فیتیپالدی-فورد    | ۶      |
| منبع:  |                   |        |

یادداشت
- تنها پنج جایگاه نخست از هر رده‌بندی نمایش داده شده است.